# Cecidomyia celastri
Cecidomyia celastri is een muggensoort uit de familie van de galmuggen (Cecidomyiidae). De wetenschappelijke naam van de soort is voor het eerst geldig gepubliceerd in 1910 door Stebbins.